# 奧爾良的菲利普 (1869年—1926年)
奥尔良公爵腓力八世，全名路易·菲利浦·羅伯特（法語：Louis Philippe Robert d’Orléans；1869年8月24日—1926年3月28日），法國國王路易腓力後裔，是自1894年到1926年法國奥尔良派的王位觊觎者。